# 弗拉约斯克
弗拉约斯克（法語：Flayosc，法語發音：[flajɔsk]）是法国普罗旺斯-阿尔卑斯-蓝色海岸大区瓦尔省的一个市镇，属于德拉吉尼昂区。

## 地名
该地名“Flayosc”发音为[flajɔsk]而非[flɛjɔsk]，应译“弗拉约斯克”（同“马耶讷”、“巴约讷”），《世界地名翻译大辞典》与《世界地名译名词典》将其误译作“弗莱约斯克”。

## 地理
弗拉约斯克（43°32'3"N, 6°23'49"E）面积45.95 平方千米，位于法国普罗旺斯-阿尔卑斯-蓝色海岸大区瓦尔省，该省份为法国东南部沿海省份，北起上普罗旺斯阿尔卑斯省，西北角与沃克吕兹省接壤，西接罗讷河口省，南濒地中海，东临滨海阿尔卑斯省。
与弗拉约斯克接壤的市镇（或旧市镇、城区）包括：昂皮斯、德拉吉尼昂、洛尔格、图尔图、维勒克罗兹、圣昂托南迪瓦。
弗拉约斯克的时区为UTC+01:00、UTC+02:00（夏令时）。

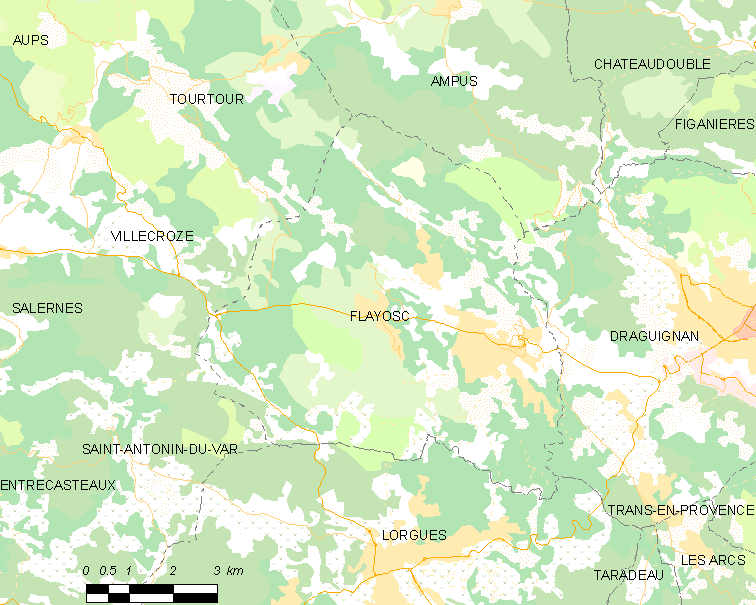
弗拉约斯克的OSM定位图

## 行政
弗拉约斯克的邮政编码为83780，INSEE市镇编码为83058。

## 政治
弗拉约斯克所属的省级选区为弗拉约斯克县。

## 人口

1962-2008年间弗拉约斯克人口变化图示

弗拉约斯克于2022年1月1日时的人口数量为4514人。